# Georg von Forndran

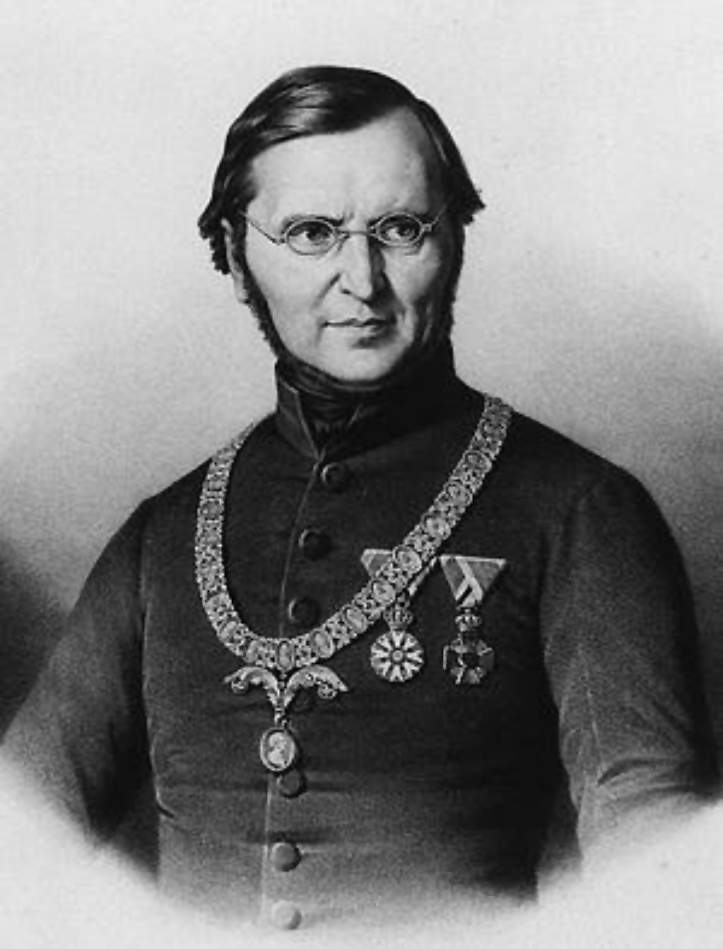
Georg von Forndran

Johann Georg von Forndran (* 26. Februar 1807 in Bachtelmühle bei Kempten (Allgäu); † 28. März 1866 in Augsburg) war ein deutscher Politiker. Er war von 1847 bis 1866 Bürgermeister der Stadt Augsburg. 

## Leben
Georg von Forndran besuchte das Carl-von-Linde-Gymnasium in Kempten und studierte anschließend an der Universität München Rechtswissenschaft. 1826 wurde er Mitglied des Corps Suevia München. Von 1829 bis 1834 war er in verschiedenen Praktika bei staatlichen Ober-, Mittel- und Unterbehörden tätig.
Ab 1834 bereits rechtskundiger Magistratsrat, wurde Georg von Forndran im März 1847 zum Ersten Bürgermeister der Stadt Augsburg gewählt, allerdings erst im Mai 1850 definitiv bestätigt. Außerdem saß er 1848–1852 für den Wahlkreis Augsburg in der Kammer der Abgeordneten (Bayern). In seiner Amtszeit machte er sich um die Armenanstalten verdient, außerdem wurde das Hauptkrankenhaus gebaut. Er trieb den Wasserbau voran und ließ die Straßen Augsburg ausbauen; auch die Errichtung des Maximilianmuseums fiel in seine Amtszeit.

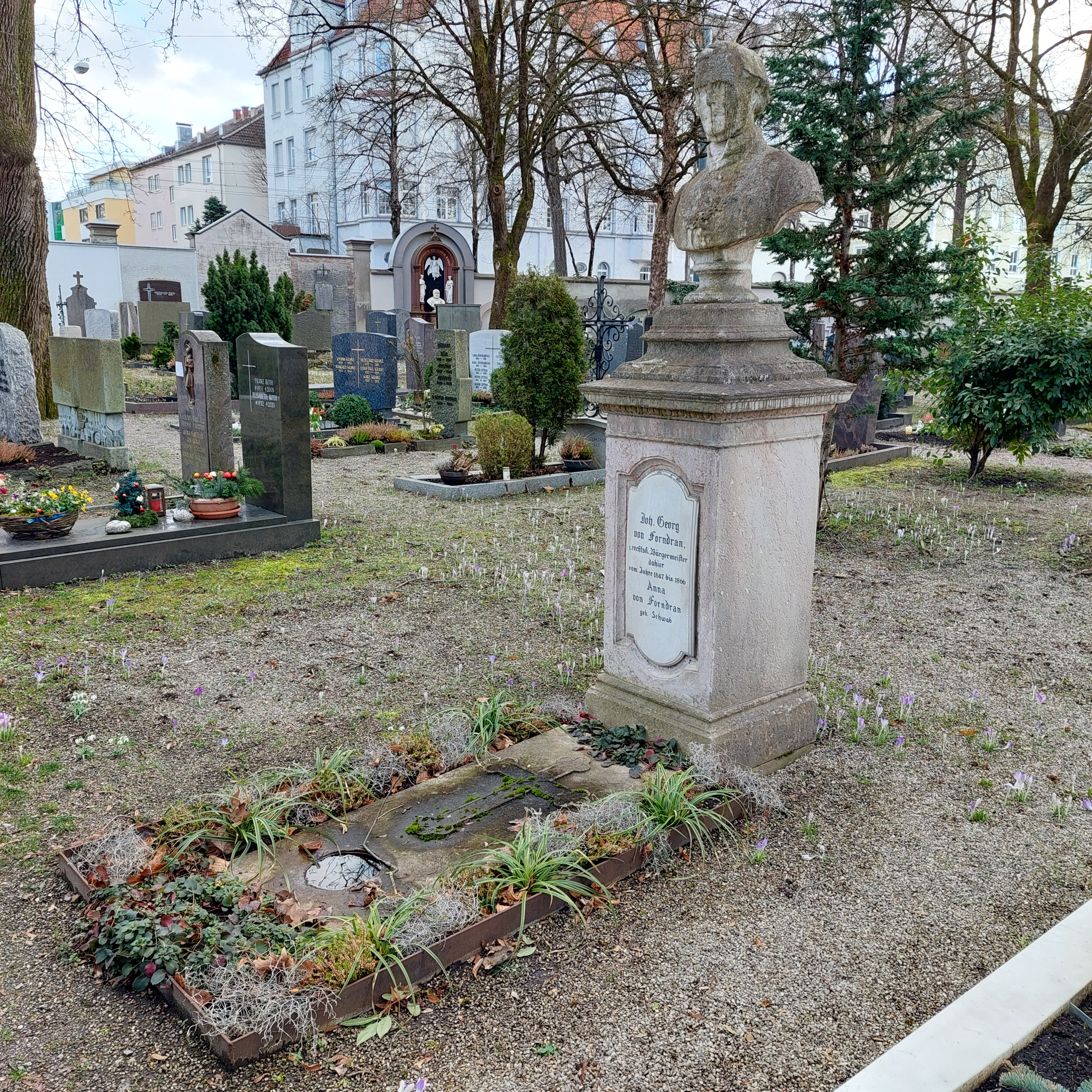
Grabstätte auf dem Augsburger Hermanfriedhof

Ihm wurde der Bayerische Verdienstorden verliehen.
Georg Forndran starb am 28. März 1866 im Alter von 59 Jahren in Augsburg. Er fand seine letzte Ruhestätte auf dem katholischen Hermanfriedhof, wo sein Grab erhalten ist. Forndran hinterließ seine Frau Anna (geb. Schwab).